# إيغور سرغون
إيغور سرغون (بالروسية: Сергун, Игорь Дмитриевич)‏ (و. 1957 – 2015 م) هو دبلوماسي، وكولونيل عام من روسيا .
توفي في موسكو .

## جوائز
حصل على جوائز منها:
- ميدالية النجمة البرونزية
- وسام جدارة المعركة
- Order For Services to the Fatherland 4th degree
- Medal "In Commemoration of the 850th Anniversary of Moscow".